# Joan Barbany
Joan Barbany Pujol (nacido en el año 1927 en Granollers, España, fallecido en Granollers el 25 de abril de 2010) ha sido un jugador de balonmano en las modalidades de a once jugadores y a siete, disputando los Campeonatos de España de balonmano a once y la División de Honor.
Gran goleador de su época, fue uno de los fundadores del FJ Granollers aunque al poco tiempo fue a engrosar las filas del FC Barcelona donde conquistaría los títulos de Campeón de España y Campeón de Cataluña de balonmano a once los años 1947 y 1949. Regresó al club de su ciudad y repetiría la hazaña en 1956 y 1959
Jugador poco amante de florituras. Delantero centro de potencia insólita y de gran dureza física. Se le apodó como El Pasmo del Vallés por su furia goleadora. Puntualmente hizo las veces de organizador en el BM Granollers. 
En 2005 renovó su presencia en la Fundación del BM Granollers por cinco años más. Ha sido considerado segundo presidente o presidente a la sombra de la entidad vallesana durante muchos años por su gran dedicación al club. 
Su hermano Eduard Barbany también fue jugador de balonmano. 

## Trayectoria
- FJ Granollers
- FC Barcelona
- BM Granollers

## Palmarés clubes
- Balonmano a 11
  - 4 Campeonato de España de balonmano a once: 1946-47, 1948-49, 1948-49 y 1958-59
  - 4 Campeonato de Cataluña de balonmano a once: 1946-47, 1948-49, 1948-49 y 1958-59

- Balonmano a 7
  - 3 Primera División: 1955-56, 1956-57 y 1957-58
  - 3 División de Honor: 1958-59, 1960-61 y 1961-62
  - 1 Copa del Generalísimo: 1957-58

## Palmarés con la selección
- 1 vez internacional contra la selección de Francia
- 1 vez internacional suplente ante un combinado de Lisboa